# Арденно
Арденно (італ. Ardenno) — муніципалітет в Італії, у регіоні Ломбардія, провінція Сондріо.
Арденно розташоване на відстані близько 530 км на північний захід від Рима, 90 км на північний схід від Мілана, 17 км на захід від Сондріо.
Населення — 3262 особи (2014).
Щорічний фестиваль відбувається 10 серпня. Покровитель — святий мученик Лаврентій.

## Демографія
Населення за роками:

Станом на 1 січня 2023 року в муніципалітеті офіційно проживало 159 іноземців з 31 країни, серед них 11 громадян країн Євросоюзу та 11 громадян України.

## Сусідні муніципалітети
- Бульйо-ін-Монте
- Чиво
- Даціо-(со)
- Форкола
- Таламона
- Валь-Мазіно